# 鮑曼島
65°17′S 103°07′E / 65.28°S 103.11°E
鮑曼島（英語：Bowman Island）是南極洲的島嶼，位於沙克爾頓冰架東北面的南冰洋海域，長39公里、寬9公里，面積236.2平方公里，最高點海拔高度286米，島上無人居住，該島在1931年1月28日被發現。